# Punga de la Demiansk
Punga de la Demiansk (în germană Festung Demjansk sau Kessel von Demjansk, în rusă Демя́нский котёл) a fost numele dat încercuirii trupelor germane de către Armata Roșie în jurul orașului Demiansk, între lacurile Ilmen și Seligher, la sud de Leningrad în timpul celui de-al Doilea Război Mondial pe frontul de Răsărit. Punga a existat între 8 februarie - 5 mai 1942. O pungă mult mai micǎ a fost cea de la Holm, la aproximativ 100 km sud-vest. Acestea a fost rezultatul retragerii trupelor germane după înfrângerea în bătălia de la Moscova.

## Situație premergătoare
După ce ofensiva germană a fost oprită (mai mult din cauza frigului) în decembrie 1941 la periferiile Moscovei, Cartierul General al sovieticilor a dezvoltat operațiunea Toropețk-Holm, al cărei obiectiv era încercuirea Armatei a 16-a (sub comanda generalului Ernst Busch). Comandantul frontului de Nord-Vest, Pavel Kurocikin a decis să coincidă cu operațiunea Toropețk-Holm lovind în gruparea germanǎ, situatǎ în Demiansk. Intenția lui Kurocikin, a fost să rupă legătura dintre pozițiile grupǎrii germane din Demiansk și calea ferată Valdai - Staraia Russa. Rolul principal încercuirii i-a fost atribuit Armatei a 34-a Sovieticǎ, desemenea a fost implicatǎ Armata a 11-a. Anterior, comandantul Grupului de Armate "Nord" Wilhelm Ritter von Leeb a susținut necesitatea devierii Corpului al II-lea, care era coloana vertebrală a grupǎrii din Demiansk la poziții sigure pe malul drept al râului Lovat. Hitler însǎ nu a fost de acord cu von Leeb, în rezultat von Leeb a demisionat. El a fost înlocuit de Georg von Küchler.

## Încercuire
Înaintarea a Armatei a 11-a în direcția orașului Demiansk a început pe 7 ianuarie. Prima țintǎ a fost Staraia Russa, însǎ orașul fortificat de germani, nu a putut fi cucerit. Drept rezultat în această secțiune avansarea sovieticilor a fost oprită. Împreună cu atacul Armatei a 11-a a început și înaintarea Armata a 34-a.
La 29 ianuarie, trupele sovietice au început atacul pe două flancuri pentru a bloca și încercui gruparea. Comandamentul german a solicitat în mod repetat permisiunea pentru retragere, însǎ Hitler nu a acordat-o. Ca urmare la 8 februarie s-a fost format o "pungă", în care au fost cuprinse șase divizii, inclusiv Divizia motorizată SS "Totenkopf" - în total aproximativ 100,000 de soldați și unități auxiliare. La capul a trupelor a fost numit comandantul Corpului al II-a, contele Walter von Brockdorff-Ahlefeldt.
Alimentarea unitǎților înconjurate de la jumătatea lunii februarie se efectua doar prin aer. Pe teritoriul "pungii", au existat două aerodroame operative. Începand din 20 februarie, zilnic în "pungă" ajungeau circa 100 - 150 de aeronave care aduceau 265 tone de încărcături și până la 22 de persoane ca întǎriri, în aproape fiecare avion.
Trupele sovietice nu s-au opus activ transportul aerian. În timpul existenței "pungii" (19 februarie - 18 mai), Luftwaffe a executat 24,303 de zboruri, livrând de 15,446 tone (o medie de 273 de tone zilnic) de mărfuri și evacuând 22,903 de răniți. Pierderile aeriene ale Luftwaffe au constituit circa 100 avioane.

## Spargerea încercuirii

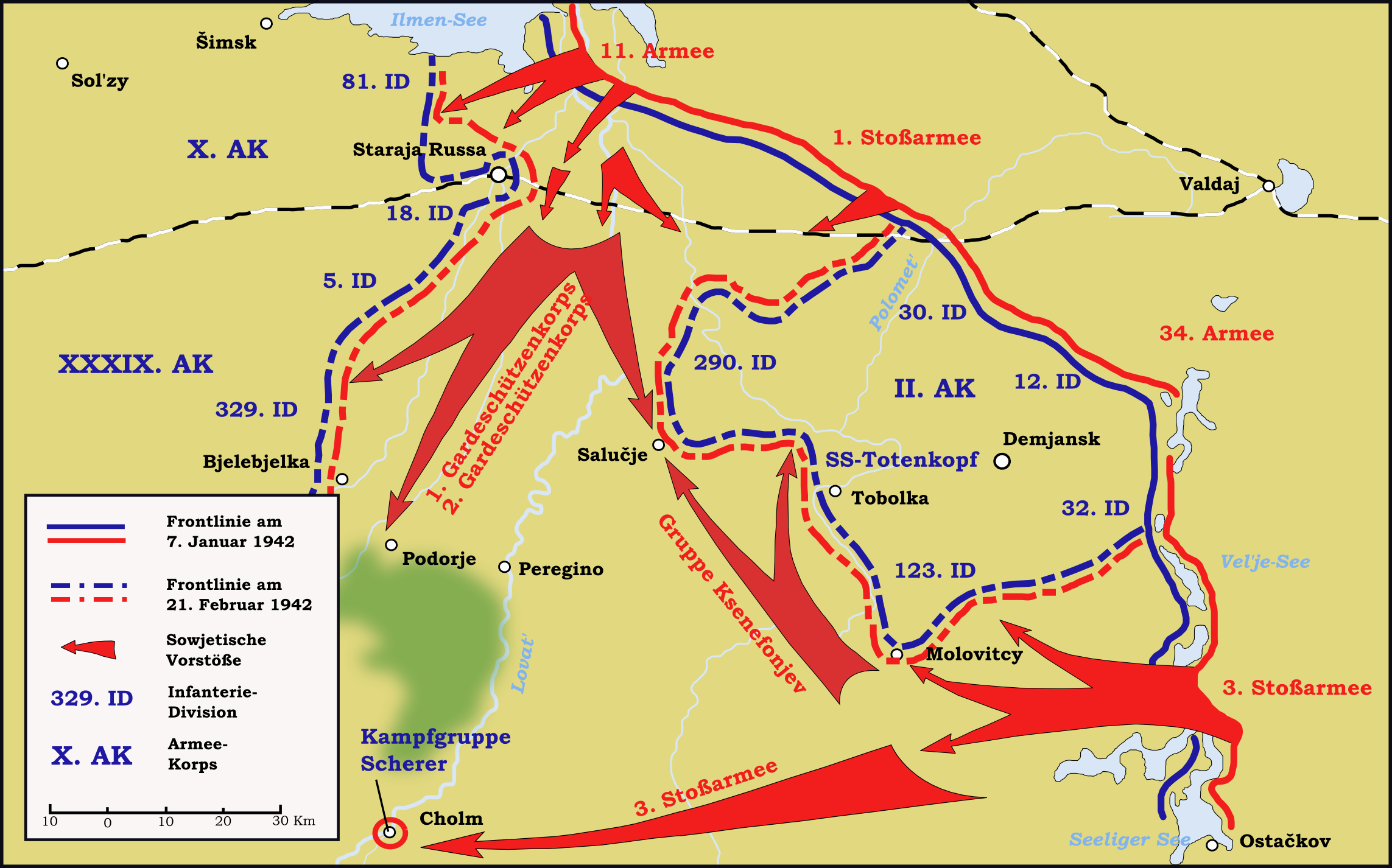
Ofensiva sovieticilor

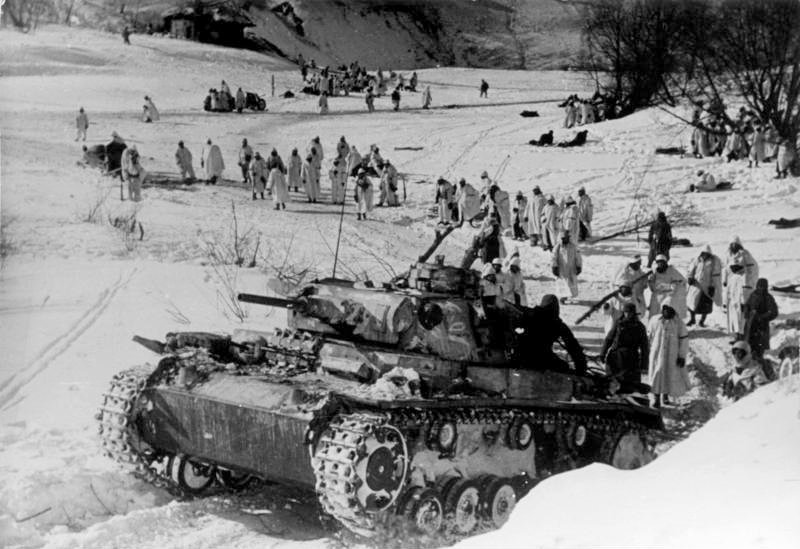
Ruperea încercuirii de cǎtre germani (21 martie 1942)

Din cauza apariției "pungii" comandamentul sovietic a fost nevoit să schimbe planul strategic de acțiune în direcția nord-vest. Mai mult de-atât, în zona de operații au fost transferate noi trupe germane, a căror misiune era de a elibera gruparea.
În afara „pungii” a fost creatǎ o unitate de atac (trei divizii) sub comanda General-locotenentului Walther von Seydlitz-Kurzbach. La 21 martie, unitatea a început o ofensivă pe inelul exterior al încercuirii sovieticilor din zona de sud-vest a orașului Staraia Russa. În același timp, o lovitură a fost provocatǎ din interiorul "pungii". Un mare rol în aceste acțiuni,  a jucat-o divizia "Totenkopf",  care însǎ în timpul operațiunii și-a pierdut cea mai mare a personalului. Comandantul diviziei, Theodor Eicke, în aprilie aceluiași an a fost decorat cu Crucea de Cavaler cu Frunze de Stejar. Acțiunile lui Seydlitz-Kurzbach au reușit: o lună mai târziu, pe 21 aprilie, a fost organizat "coridorul Ramușevo" (de la numele satului Ramușevo) de 6,8 km lǎțime, prin care a fost posibilǎ menținerea comunicǎrii cu Demiansk.
Pe 5 mai încercuirea a fost ridicatǎ în totalitate. Forțele germane au păstrat orașul Demiansk și au continuat să dețină coridorul. Până la sfârșitul lunii mai, trupele sovietice au re-încercat să ocupe orașul, însǎ atacul a fost respins.